# شرکت سرمایه‌گذاری صدر تأمین
شرکت سرمایه‌گذاری صدر تأمین، (به‌اختصار: تاصیکو) شرکت هلدینگ سرمایه‌گذاری صدرتامین زیرمجموعه شرکت سرمایه‌گذاری تأمین اجتماعی متعلق به سازمان تأمین اجتماعی است، که در زمینه سرمایه‌گذاری صنایع معدنی فلزی، غیرفلزی و سرامیک فعالیت می‌کند.

## تاریخچه
شرکت سرمایه‌گذاری صدر تأمین در سال ۱۳۷۸، با سرمایه ثبتی یک میلیارد ریال، به‌عنوان یکی از هلدینگ‌های تخصصی تحت پوشش شرکت سرمایه‌گذاری تأمین اجتماعی (شستا) در حوزه صنایع کاشی و سرامیک در قالب سهامی خاص تأسیس شد. در سال ۱۳۸۷ و با توجه به سند چشم‌انداز شستا، جهت‌گیری جدیدی برای هلدینگ صدر تأمین تعیین و ورود به حوزه صنعت کانی‌های فلزی و غیرفلزی در دستور کار این هلدینگ قرار گرفت.
تاصیکو در ۹ اردیبهشت سال ۹۸ با قیمت ۲۲۰ تومان وارد بورس اوراق بهادار تهران شد.

## سهامداران
شرکت سرمایه‌گذاری صبا تأمین با مالکیت بیش از ۳۸ درصد سهام، شرکت سرمایه‌گذاری تأمین اجتماعی با دارا بودن بیش از ۲۷ درصد سهام، شرکت سرمایه‌گذاری نفت و گاز و پتروشیمی تأمین (تاپیکو) با مالکیت بیش از ۱۵ درصد سهام تاصیکو بخشی از سهامداران عمده این مجموعه را تشکیل می‌دهند.

## شرکت‌های تابعه

### صنایع معدنی فلزی
- حوزه نوآوری

- شتاب دهنده دانش بنیان صدر فردا
1. شرکت مس شهید باهنر
2. شرکت ذوب آهن اصفهان
3. شرکت فولاد اکسین خوزستان
4. شرکت توسعه معادن پارس تامین

### صنایع معدنی غیرفلزی
1. شرکت پشم شیشه ایران
2. شرکت معدنی املاح ایران
3. شرکت فراورده‌های نسوز ایران
4. شرکت زغال‌سنگ پروده طبس
5. شرکت صنایع خاک چینی ایران

### صنایع سرامیک
1. شرکت لعابیران
2. صنایع کاشی و سرامیک الوند
3. شرکت سرام‌آرا
4. کاشی سعدی[۳]